# Scuderia Subalpina
Scuderia Subalpina je nekdanje italijansko dirkaško moštvo, ki je nastopalo na dirkah za Veliko nagrado med sezonama 1934 in 1935. V tem kratkem času so nastopili kar na petinsedemdesetih dirkah, na katerih so dosegli dve zmagi in še osem uvrstitev na stopničke. Edini zmago sta dosegla Luigi Castelbarco na dirki Eifelrennen in Giuseppe Farina na dirki Velika nagrada Masaryka, oba v razredu Voiturette, z dirkalnikom Maserati 4CM in v sezoni 1934. Na dirkah najvišjega tipa je Farina dosegel tretjo mesto na dirki za Veliko nagrado Bielle v isti sezni, v sezoni 1935 pa je Philippe Etançelin dosegel tretje mesto na dirki za Veliko nagrado Tunisa z dirkalnikom Maserati 6C-34, Farina drugo mesto na dirki za Veliko nagrado Bergama in ponovno tretje mesto na dirki za Veliko nagrado Bielle, oboje še vedno z dirkalnikom 4CM, Goffredo Zehender pa je z dirkalnikom 6C-34 dosegel tretje mesto na dirki navišjega tipa Grandes Épreuves za Veliko nagrado Francije.